# BlueJeans Network
BlueJeans Network ist ein kalifornisches Unternehmen, das sich auf Interoperabilität und cloudbasierte Videokommunikation spezialisiert. Der Unternehmenssitz befindet sich in Mountain View, Kalifornien.

## Geschichte
BlueJeans Network wurde 2009 nach sechsmonatiger Entwicklungsphase von Krish Ramakrishnan und Alagu Periyannan gegründet. Vor der Gründung war Ramakrishnan als Entrepreneur für Accel Partners und Periyannan als CTO für Blue Coat Systems sowie als ehemalige Führungskraft bei Apple tätig. Mit Ramakrishnan als CEO gelang es BlueJeans 23,5 Millionen Dollar Beteiligungskapital von Accel Partners, NEA und Norwest Venture Partners für sich zu gewinnen und am 29. Juni 2011 BlueJeans auf den Markt zu bringen.
Das Unternehmen verfolgte das Ziel, Videokommunikation nicht nur für Großunternehmen bereitzustellen, sondern auch kleinere Unternehmen und Freiberufler mit einzuschließen. Innerhalb der ersten 75 Tage stieg die Anzahl der Nutzer auf 4.000 von insgesamt 500 Unternehmen. Nach der Markteinführung wurde die Deutsche Telekom der erste große Vertriebspartner. Im Jahr 2011 und 2012 kamen weitere Vertriebspartner hinzu: Intercall, iVCI, York Telecom und AVI/SPL. 2013 erweiterte BlueJeans Network seine Nutzerbasis um das Vereinigte Königreich und Australien. Im November 2013 schrieb Ari Levy (Businessweek), dass „BlueJeans über 100 Millionen Dollar Risikokapital aufbringen konnte und schätzungsweise eine Milliarde Konferenzminuten im Jahr 2014 aufzeichnen wird, was das zehnfache dieses Jahres ausmacht.“
BlueJeans wurde am 15. Mai 2020 von Verizon gekauft und der Dienst umbenannt in 'BlueJeans by Verizon'. Am 8. August 2023 gab Verizon bekannt, dass der BlueJeans Videokonferenz Dienst im ersten Halbjahr 2024 eingestellt wird.

## Videokommunikation
BlueJeans bietet einen cloudbasierten Videokommunikationsdienst, der Nutzer verschiedenster Geräte, Plattformen und Konferenzprogramme miteinander verbindet. Jeder BlueJeans-Nutzer hat einen individuellen „Konferenzraum“ in der BlueJeans-Cloud, in dem er Konferenzen planen und abhalten kann.